# 洛馬 (科羅拉多州)
洛馬（英語：Loma）是位於美國科羅拉多州梅薩縣的一個人口普查指定地區。

## 地理
洛馬的座標為39°11′45″N 108°48′47″W / 39.19583°N 108.81306°W，而該地最高點為海拔高度1374米（即4508英尺）。

## 人口
根據2010年美國人口普查的數據，洛馬的面積為28.20平方千米，均為陸地。當地共有人口1401人，而人口密度為每平方千米49人。